# Blind Faith (chanson)
Pour les articles homonymes, voir Blind Faith (homonymie).
Pistes de Six Degrees of Inner Turbulence
The Glass Prison
(1) Misunderstood
(3)
Blind Faith est la deuxième chanson de l'album Six Degrees of Inner Turbulence du groupe de metal progressif Dream Theater. La musique a été composée par John Myung, John Petrucci, Mike Portnoy et Jordan Rudess et les paroles ont été écrites par James LaBrie

## Apparitions
1. Six Degrees of Inner Turbulence (Album) (2002)

## Faits Divers
- Cette chanson comprend un unisson entre le clavier et la guitare, technique très employée depuis que Jordan Rudess est dans le groupe.

## Personnel
- James LaBrie - chant
- John Myung - basse
- John Petrucci - guitare et chant
- Mike Portnoy - batterie et chant
- Jordan Rudess - claviers